# Boissay
Boissay är en kommun i departementet Seine-Maritime i regionen Normandie i norra Frankrike. Kommunen ligger i kantonen Buchy som tillhör arrondissementet Rouen. År 2022 hade Boissay 426 invånare.

## Befolkningsutveckling
Antalet invånare i kommunen Boissay
| Referens: INSEE |